# فرانك جي. كليمنت
فرانك جي. كليمنت (بالإنجليزية: Frank G. Clement) هو سياسي أمريكي، ولد في 2 يونيو 1920 في الولايات المتحدة، وتوفي في 4 نوفمبر 1969 في الولايات المتحدة. حزبياً، نشط في الحزب الديمقراطي. وقد انتخب حاكم تينيسي ‏.